# Parella (Torino)
Parella (Parela in piemontese) è un quartiere della Circoscrizione 4 di Torino, nella periferia ovest della città.

È delimitato: 
- a sud da corso Francia (confine con Pozzo Strada)
- a est da corso Lecce e via Zumaglia (confine con Campidoglio)
- a nord da Corso Regina Margherita (confine con Vallette e Lucento)
- a ovest dal comune di Collegno

## Storia e toponimo
Il suo nome deriva da un'antichissima cascina, identificata tra via Servais, via Gravere, corso Monte Grappa, dove oggi sorge il Centro Civico della Circoscrizione 4, nel complesso scolastico Neil Armstrong. 
La cascina, inizialmente costruita per la famiglia Conterno, fu acquistata e ingrandita dai marchesi San Martino di Parella, già nobili dell'omonimo paese del Canavese, intorno al '400; questi ultimi erano già proprietari della vicina cascina Balestré ("maniscalco"), nel complesso di botteghe e case basse, per artigiani, del borgo intorno alla piazza oggi intitolata al filosofo Tommaso Campanella.

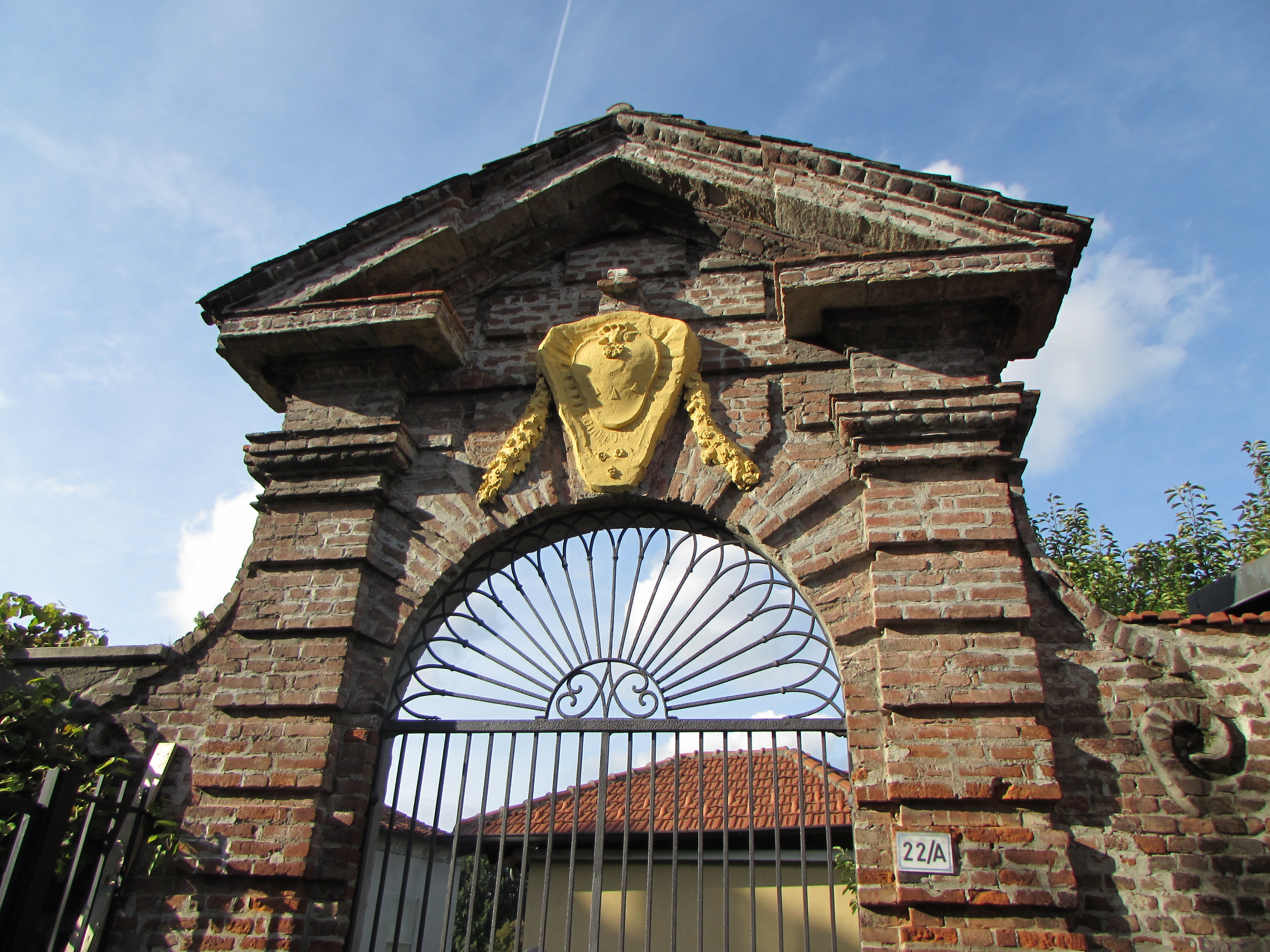
Arco di ingresso residuo di Cascina Parella

Tutto intorno il paesaggio rurale era intervallato anche da altre numerose cascine: tra le più note la Borrello, la Lionetto (diede il nome alla piccola zona tra la via omònima, l'attuale via Asinari di Bernezzo e l'attuale corso Telesio), la Feroglio, la Pollone-Rodetti, la Tetti Broglia, la Bonino (su Via Cossa), la Gibellino (Via Sismonda, 18), tuttora esistente, la Calcaterra (quasi all'angolo Corso Lecce).

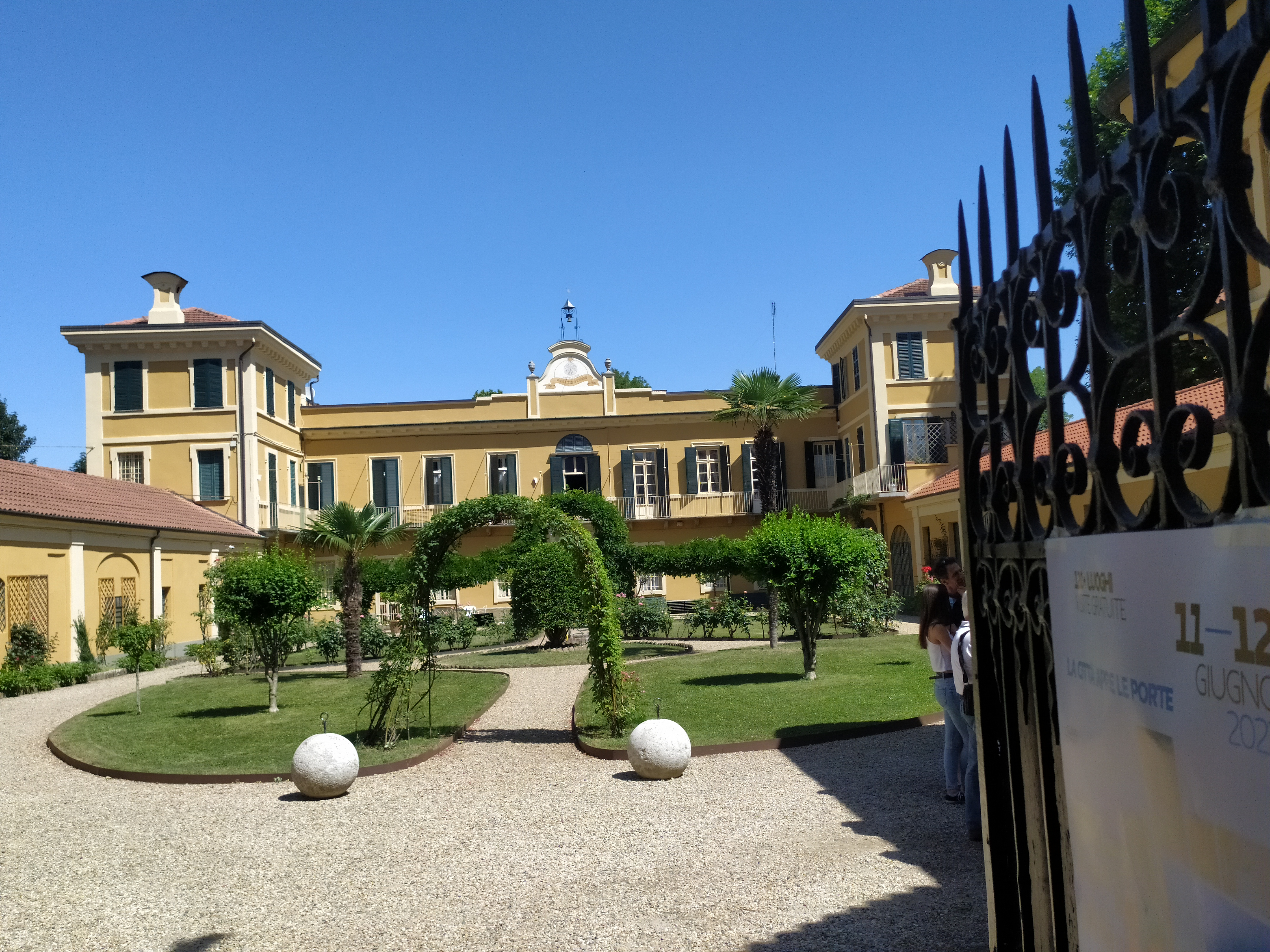
Facciata Villa Il Gibellino

Una particolare citazione merita la cascina Vittoria; era nei pressi delle attuali vie Lessona e Domodossola, poco più a ovest della Gibellino; in passato esisteva solo uno stradone per Collegno, il prolungamento di via Cibrario, partendo dal borgo San Donato; la cascina, il cui nome fu dedicato alla Casa Savoia, fu ceduta ai nobili Signori di Morozzo, cambiando nome in Domus Morozzo; pare che, nel 1556, vi alloggiò il sensitivo francese Nostradamus (evento documentato da un'antica e misteriosa lapide, non più ritrovata): la cascina fu abbattuta totalmente intorno agli anni '60.
Gradualmente i vari agglomerati del quartiere si popolarono, nel '600 e '700, lungo gli stradoni per Collegno e Rivoli. 
Con la ripida discesa verso la Dora si giungeva alla 'Osteria della Porta Rossa', tappa obbligata per uomini e cavalli; da qui, voltando a sinistra, per la strada della Pellerina, si arrivava ai 'Tetti della Bassa' e, verso il confine con Collegno, alle cascine Mineur e Cascinotto, oggi ancora esistenti.
La strada antica di Collegno terminava contro la cinta dell'Aeritalia; attualmente prosegue nel territorio di Collegno, divenendo viale Certosa, tramite cui è possibile raggiungere lo svincolo SS 24 Collegno-Pianezza della Tangenziale Nord e il Parco della Certosa Reale di Collegno; voltando a destra si percorre la strada della Berlia, su cui si trovano l'omonima cascina e quella detta "delle Grange" (grosse fattorie, però private dei loro terreni migliori dalla costruzione delle Officine Aeronautiche Pomilio, poi passate poi alla Fiat Velivoli).
Di particolare rilievo, la zona meridionale del Parco della Pellerina, lungo Corso Appio Claudio, che gode di una vista panoramica per la sua posizione leggermente sopraelevata rispetto alla naturale depressione fluviale del fiume Dora Riparia.
Le prime vie, che sorsero nel 1906, sono via Salbertrand (dal regime fascista denominata "Via Salabertano"), via Exilles, via Gravere.
Tutte le altre risalgono al periodo compreso tra il 1909 e il 1922.
Nel 1921 nel territorio compreso fra corso Altacomba (ora corso Svizzera), corso Francia, confine con Collegno, riva destra della Dora, vi erano poco più di 900 abitanti. 

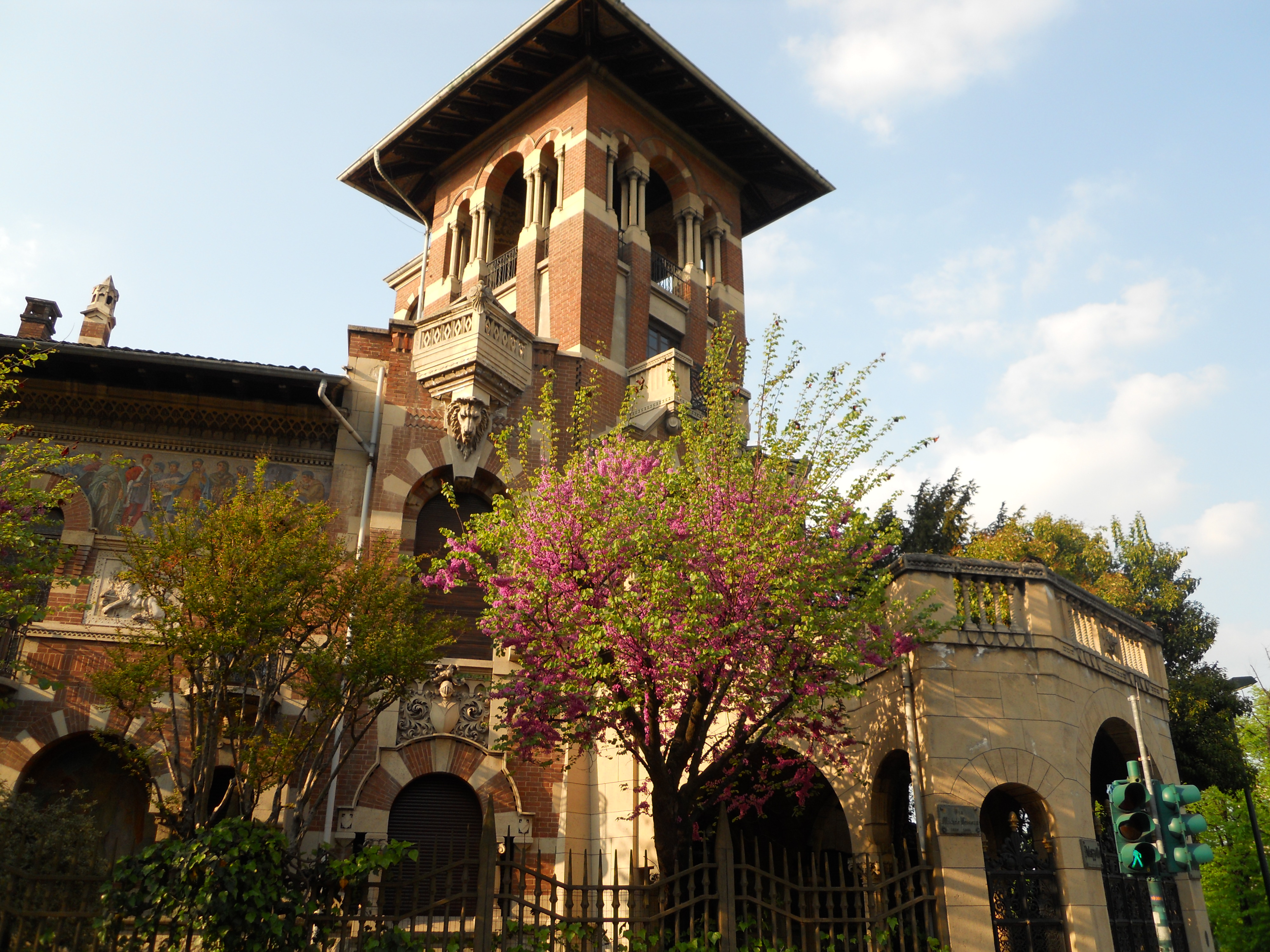
Veduta di Villa Arduino

Durante gli anni '20 il quartiere ospitò numerose attività produttive, in prevalenza nel settore meccanico: esse contribuirono a stravolgere la cultura contadina della zona e a distruggere la maggior parte delle antiche residenze rurali.
Una specifica norma vietò di edificare a nord delle vie Lessona e Servais, per tutelare il terrazzo morenico che sovrasta la zona dell'alveo della Dora. 
A ridosso del sotto-quartiere Campidoglio, è degna di nota Villa o Palazzotto Arduino, sorta nel 1928, su progetto dell'architetto Paolo Napione, per il Cavalier Giuseppe Arduino, già proprietario di edifici della zona; è in stile neogotico, con torrette; successivamente fu arricchita di decorazioni, a rievocazione medioevale; è ben visibile da corso Lecce 63 (anticamente 108), all'angolo con via Lessona. 
Una leggenda urbana la identifica come la casa in cui visse il celebre Macario, ma è noto che a Torino l'attore risiedeva vicino al teatro da lui fondato, in Via Santa Teresa, 10.
Vicino a Villa Arduino, dal 1953 circa, sorsero gli edifici multipiano di corso Lecce; qualche anno più tardi vennero costruiti gli edifici IACP di via Valgioie.
Oggi la borgata è, prevalentemente, a carattere residenziale, anche se non mancano fabbriche e attività produttive importanti: è considerata popolarmente una zona tranquilla, senza seri problemi di ordine pubblico o di delinquenza.

## Luoghi d'interesse

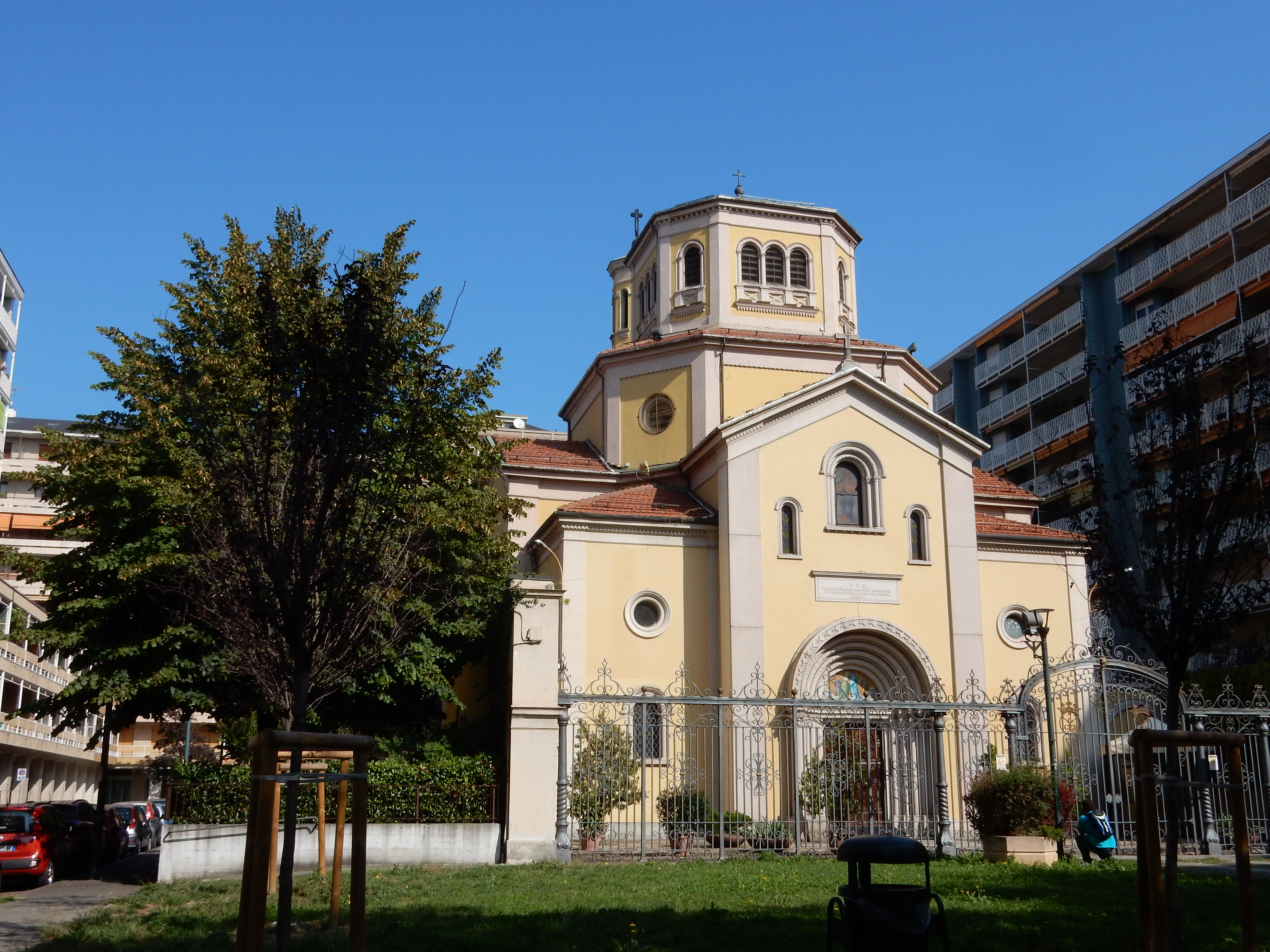
Chiesa della Visitazione

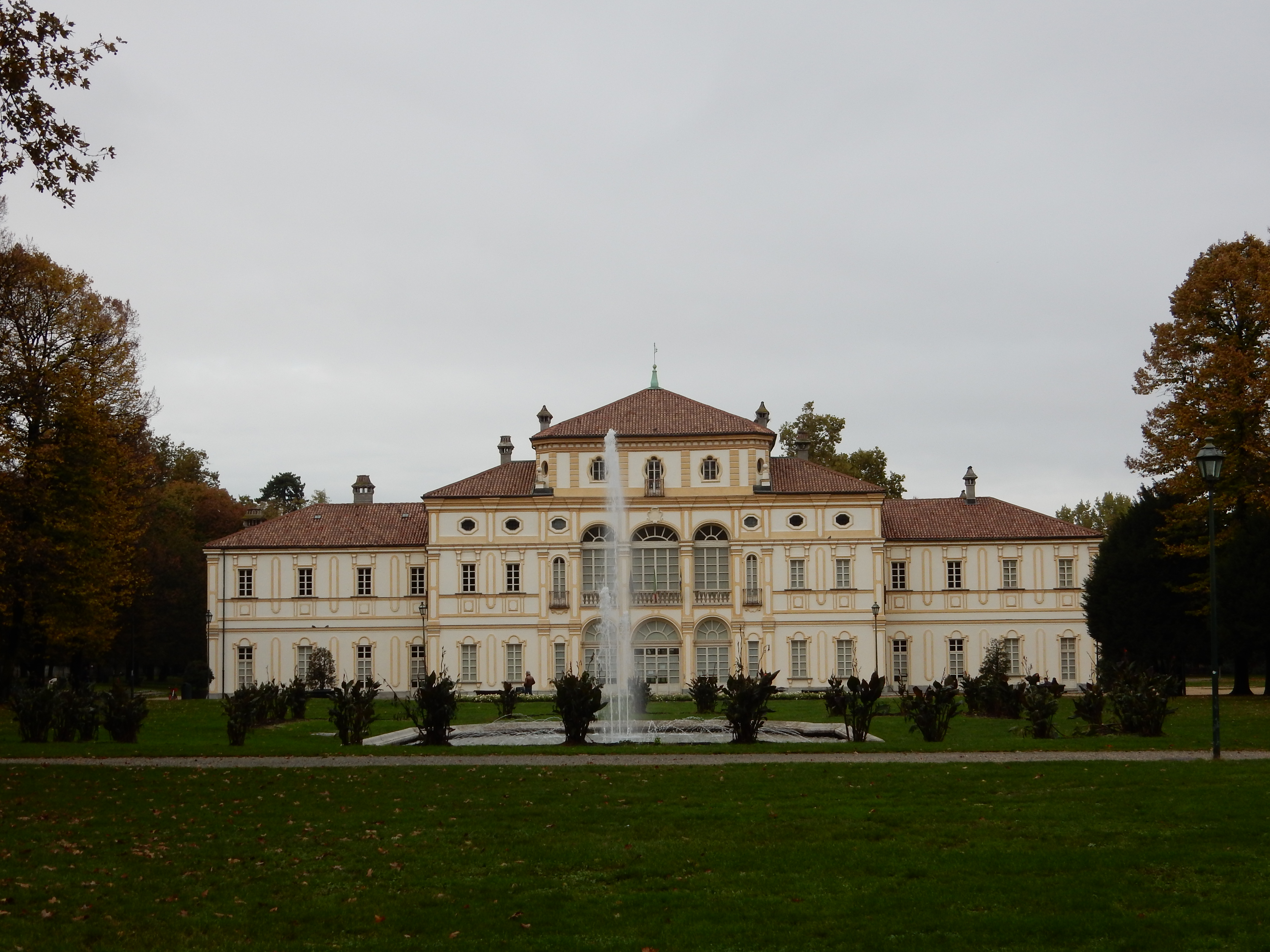
Facciata Villa La Tesoriera

- Monastero della Visitazione, in Piazza del Monastero (Corso Francia, 272), storico edificio gestito dalle suore carmelitane terziarie, ora completamente circondato da moderni palazzi; eretto tra 1870 e 1904, parzialmente colpito dai bombardamenti del 1942; nel 1970 furono costruiti, nell'area, i moderni palazzi; del più ampio complesso religioso, rimane oggi solo il vialetto e la parrocchia[3]
- Parco e villa della Tesoriera, in Corso Francia, 186; nota anche come Villa Sartirana, poiché di proprietà del marchese Ferdinando Arborio Gattinara di Breme, duca di Sartirana, e di suo figlio, dal 1869 al 1904[4]; prima, la villa, eretta dall'architetto Jacopo Maggi nel 1715, fu utilizzata da Aymo Ferrero di Cocconato, tesoriere alla corte di Vittorio Amedeo II, da cui il nome; fino al 1975 è stata sede dell'Istituto Sociale, il complesso di scuole medie superiori dei gesuiti di Torino; oggi è sede di biblioteca civica e di sale, per matrimoni civili e cerimonie in genere.
- Adiacente alla Tesoriera, si può trovare, spostandosi verso piazza Rivoli, il complesso conventuale della Casa Madre della Congregazione delle Suore del Santo Natale, con annesso istituto paritario, eretto nel 1892 e ampliato, a più riprese, nei decenni successivi

## Sviluppi urbanistici

### Corso Marche
Nel 2006 il quartiere avrebbe dovuto essere interessato dal progetto "corso Marche" (nuovo collegamento tra le periferie torinesi, da nord a sud); secondo il piano d'intervento, degli architetti Augusto Cagnardi e Vittorio Gregotti, avrebbero dovuto essere realizzate varie gallerie, a più livelli, anche al fine di permettere il passaggio del TAV; al 'primo livello interrato' era previsto un tratto della futura 'tangenziale interna interrata', di collegamento tra lo svincolo di Savonera, della Tangenziale Nord, e lo svincolo del Drosso,  della Tangenziale Sud;  il già esistente corso in superficie, sopra questi 2 tunnel, avrebbe dovuto essere rimodellato, in modo affine alla nuova parte del corso; tale piano è stato rimesso in discussione, sia dalla modifica del tracciato del TAV, all'interno di Torino, sia dalla variante urbanistica sull'area, approvata dal Consiglio Comunale, nell'aprile 2016
 
Attualmente è funzionante un breve tunnel unidirezionale che collega Corso Marche, costeggiando l'Aeroporto di Torino-Aeritalia, con il ponte sulla Dora Riparia e l'innesto sulla tangenziale, all'altezza di Corso Regina Margherita: il nuovo tratto è stato denominato corso Sacco e Vanzetti.

### Area "Alenia Aeronautica"

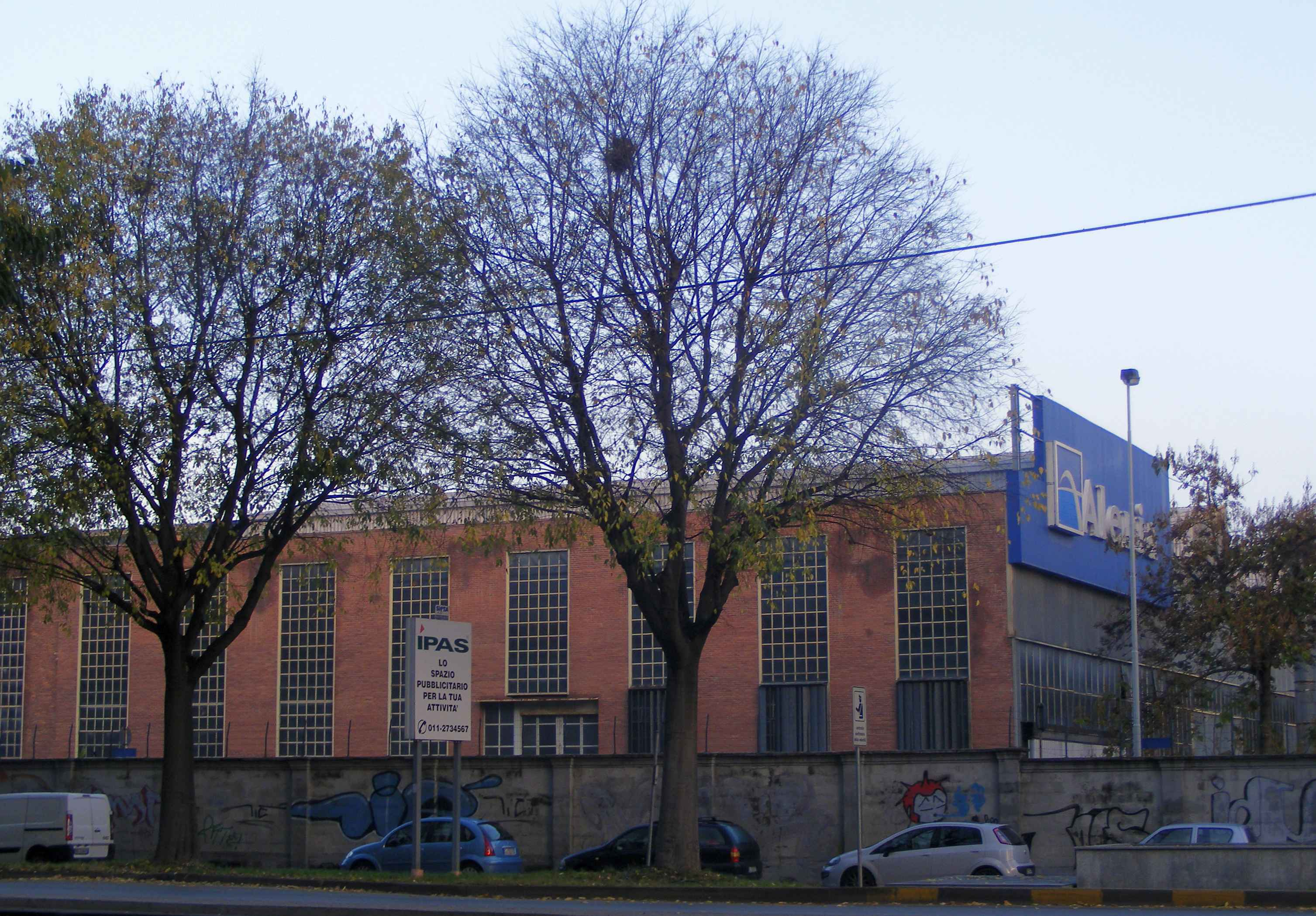
Lo stabilimento Alenia

Al confine con il comune di Collegno è presente il piccolo Aeroporto di Torino-Aeritalia; fu operativo soprattutto dal '48 al '53 (prima dello spostamento delle tratte aeree torinesi all'Aeroporto di Torino-Caselle); oggi è usato solo per esercitazioni. 
Anche alcune attività industriali della vicina Alenia Aeronautica sono state spostate gradualmente a Caselle Torinese.